# 刘武周
劉武周（6世纪—620年），河间郡景城县（今河北省沧州市沧县）人，隋朝末年地方割據勢力。父刘匡，母赵氏。

## 生平
刘武周的父亲遷居馬邑（今山西朔州）。劉武周驍勇善騎射，喜結交豪俠，後前往洛陽，投奔太僕楊義臣。大業八年至十年（612年—614年）間，應募三度北伐高句麗，以軍功任建節校尉，還馬邑，為鷹揚府校尉（隋朝府兵系统的基层军官）。
大業十三年（617年），與太守王仁恭的侍女私通，恐事發，集乡闾豪杰，与張萬歲、楊伏念、苑君璋、尉遲恭等殺王仁恭，據郡起兵，自稱太守，开倉放粮。及後依附突厥，先后攻占雁门、樓煩（今山西静樂）、定襄（治今内蒙古和朴格爾西北）等郡。隋雁門郡丞陳孝意與虎賁將王智辯合兵征討劉武周，困之於桑乾鎮（今山西山陰南）。劉武周援引突厥騎兵還擊，王智辯兵敗被殺，陳孝意奔還雁門。劉武周趁勢破樓煩郡，取隋帝行宮汾陽宮宮女獻於突厥，突厥則以戰馬回報。武周氣勢更熾，發軍陷定襄，又回軍馬邑。突厥冊封劉武周為“定楊可汗”。劉武周遂自稱皇帝，國號大漢，建元天興。
易州（治所在今河北易縣）宋金剛為竇建德所敗，引殘兵奔劉武周，受封宋王。唐武德二年（619年）三月，劉武周南侵并州（治所晉陽），駐紮黃蛇嶺（今山西榆次北），并州總管李元吉派車騎將軍張達率軍抗擊，但全軍覆沒。五月，陷平遙。六月，命宋金刚率兵三万攻太原，佔領介州（今山西介休）。李淵遣右仆射裴寂為晉州道（今山西臨汾）行軍總管，督軍抗擊劉武周，雙方戰於索原度（在介休介山下），唐軍潰敗，裴寂逃回晉州，姜寶誼戰死。十月，宋金剛下澮州（今山西翼城），夏縣人吕崇茂，蒲坂（今山西永济北）的王行本，相繼響應，至此山西除浩州（今山西汾阳）外，大部盡歸劉武周，關中大震。
李淵以為『賊勢如此，難與爭鋒，宜棄大河以東謹守關西而已』，秦王李世民請缨出戰。十一月，世民率軍到龍門關，屯柏壁（今山西新絳西南），知劉武周「軍無蓄積，以虜掠為資」。武德三年（620年）四月，宋軍糧盡而退，世民率軍追至吕州（今山西霍县）、高壁岭（今山西靈石南）、雀鼠谷（今山西介休縣與霍縣之間），一日連八戰，每戰皆捷。介休（今山西介休）尉遲恭降唐。劉武周棄并州，北奔突厥。不久，為突厥人所殺。
劉武周南下時，其內史令苑君璋諫曰：『唐主舉一州之眾，直取長安，所向無敵，此乃天授，非人力也。晉陽以南，道路險隘，縣軍深入，無繼于后，君進戰不利，何以自還！不如北連突厥，南結唐朝，南面稱孤，足為長策。』武周不聽，留君璋守朔州。及敗，泣謂君璋曰：『不用君言，以至于此。』

## 妻子
- 沮皇后

## 影視形象
- 2012年电视剧《隋唐英雄》：张海平饰

## 延伸阅读
[在维基数据编辑]
 《舊唐書/卷55》，出自刘昫《舊唐書》
 《新唐書·卷086》，出自《新唐書》
 在维基共享资源阅览影像